# Ellyes Skhiri
Ellyes Skhiri (ur. 10 maja 1995 w Lunel) – tunezyjski piłkarz pochodzenia francuskiego, występujący na pozycji pomocnika w niemieckim klubie Eintracht Frankfurt oraz w reprezentacji Tunezji. Uczestnik Mistrzostw Świata 2018 i 2022.